# Krystjo Czakyrow
Krystjo Czakyrow (ur. 1927 w Drugan, zm. 10 września 1999) – bułgarski trener piłkarski. Od 1960 do 1962 roku był jednym z czterech szkoleniowców, opiekujących się reprezentacją Bułgarii. Startował z nią na Mundialu 1962.
W latach 1961-1962, 1966-1968 oraz 1969 trzykrotnie prowadził Lewskiego Sofia, ale w ciągu prawie siedmiu lat pracy zdobył z nim tylko jedno trofeum, mistrzostwo kraju w 1968 roku. Później, od 1983 do 1985 roku, był prezesem Lewskiego.